# Màquina de cosir

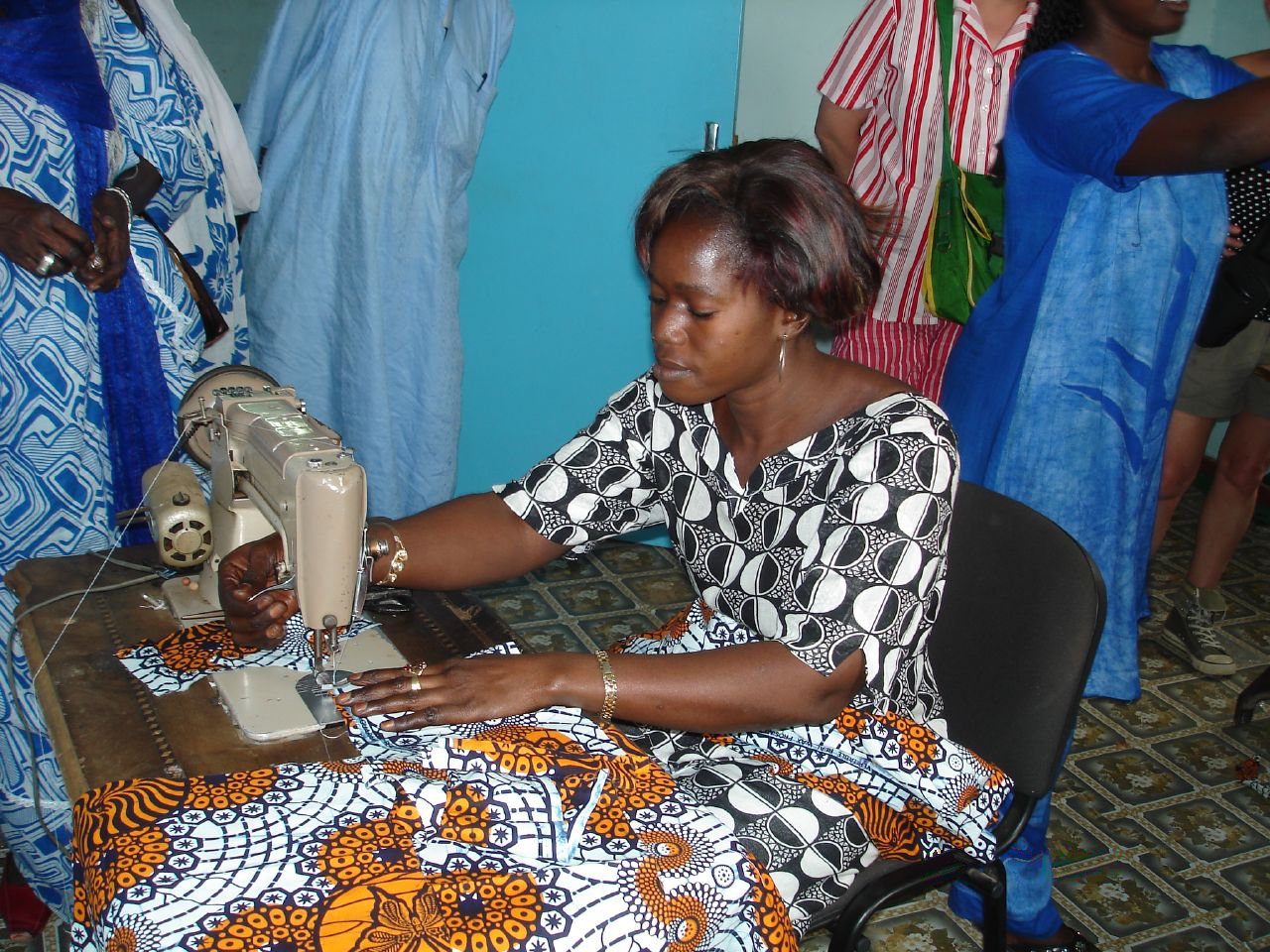
Dona senegalesa a una màquina de cosir

Una màquina de cosir és una màquina per a fer costures de tela i altres materials amb fil.
Des de la invenció de la primera màquina de cosir, atribuïda en general a l'anglès Thomas Saint el 1790, i d'ençà hi ha hagut constant millores. Les primeres màquines de cosir eren mecàniques, a mà o pedal, i només podien fer un sol punt recte. El 1889 Singer hi va afegir un motor elèctric. Va trigar a popularitzar-se, perquè la xarxa de distribució de llum era poc desenvolupada. Des dels anys 1970, l'electrònica a poc a poc va possibilitar cada vegada més funcions i punts més complicats. La màquina de cosir ha augmentat en gran manera l'eficiència i la productivitat de la indústria de la confecció.
En una màquina de cosir el teixit llisca fàcilment dins i fora de la màquina sense l'inconvenient de les agulles, didals i altres eines de la costura a mà. L'automatització del procés de costura comporta un estalvi de temps.
El mecanisme de desplaçament de la tela pot ser una guia o pot ser un patró controlat. N'hi ha que poden fer punts de brodat. Alguns tenen una coberta que subjecta la feina o un alimentador que es pot moure al llarg d'una trajectòria corba, mentre que altres tenen un alimentador amb una pinça de treball. Amb el temps, s'hi van afegir protectors d'agulles i altres dispositius de seguretat per evitar lesions accidentals per punxades d'agulles.

## Història

### Invenció

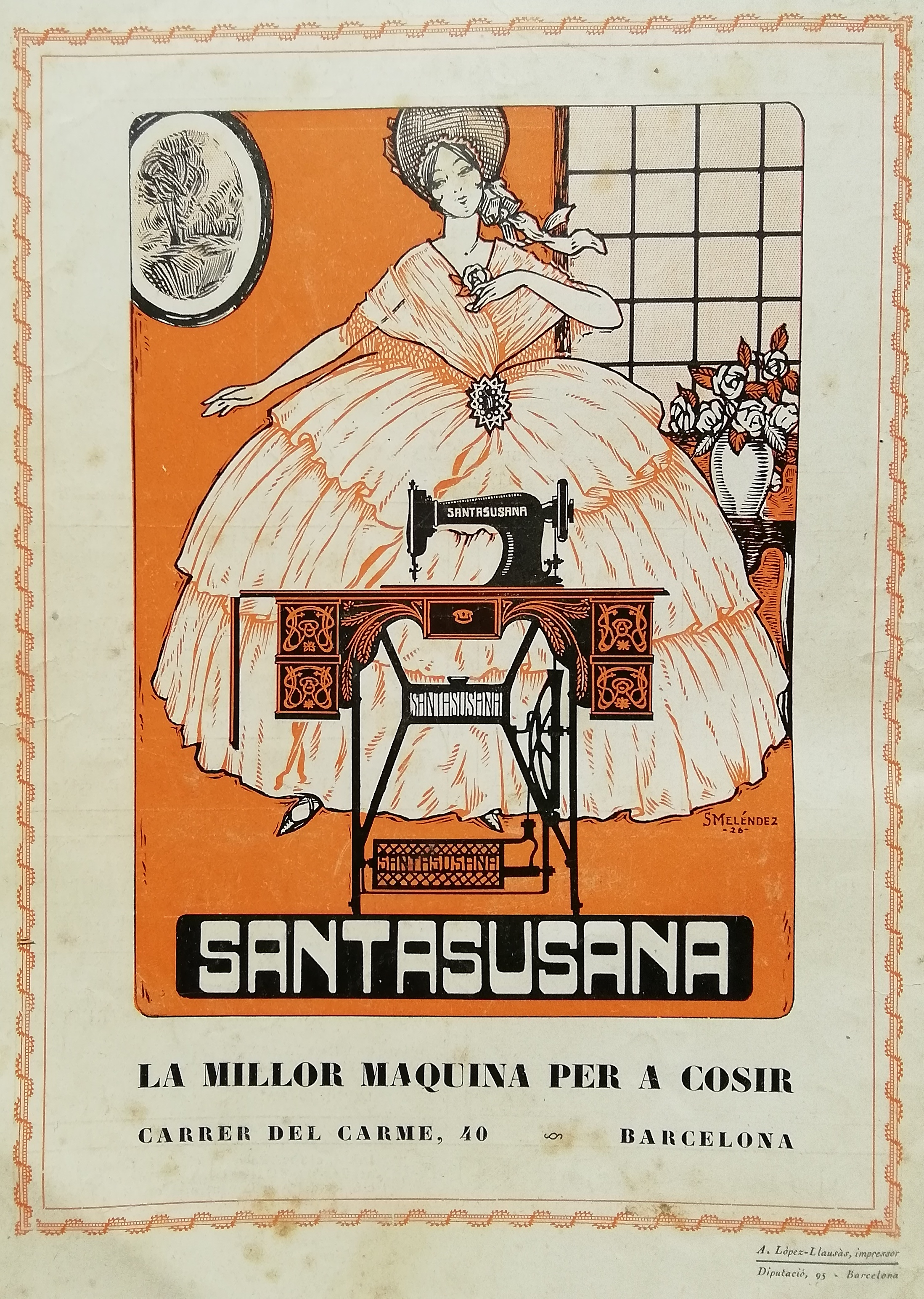
Màquines de cosir Santasusana de l'any 1928 a Barcelona

Charles Fredrick Wiesenthal, un enginyer d'origen alemany que treballava a Anglaterra va obtenir la primera patent britànica per un dispositiu mecànic per ajudar a l'art de la costura, el 1755. El seu invent consistia en una agulla de doble punta amb un ull en un extrem.
El 1790, l'inventor anglès Thomas Saint va idear el primer disseny de màquina de cosir, però no el va publicitar ni comercialitzar. La seva màquina servia per a cosir cuir i lona. És probable que Saint en tingués algun model funcional, però no n'hi ha quedat cap traça; se sap que era un experimentat ebenista i el seu dispositiu inclou moltes característiques amb funcionalitats pràctiques: un braç en voladís, un mecanisme d'alimentació (adequat per als trams curts de cuir), una agulla de vareta vertical, i un bucle.
La seva màquina de cosir utilitzava el mètode de punt de cadeneta, en el qual la màquina utilitza un sol fil per fer sutures simples en la tela. Una alena travessava el material i una barra bifurcada portava el fil a través del forat, on s'enganxava per sota, i el traslladava al següent lloc de costura, on es repetia el cicle, bloquejant la puntada. La màquina de Saint va ser dissenyada per ajudar a la fabricació de productes de cuir com selles de muntar i brides, però també era capaç de treballar amb lona, i es va fer servir per cosir veles de vaixell. Malgrat que aquesta màquina era molt avançada per a l'època, la màquina de cosir milloraria progressivament en les següents dècades abans d'esdevenir una realitat. El 1874, un fabricant de màquines de cosir, William Newton Wilson, va trobar els dibuixos de Saints a l'Oficina de Patents de Londres, va fer ajustos al bucle i construí una màquina de treball, actualment propietat del Museu de la Ciència de Londres.
El 1804, els anglesos Thomas Stone i James Henderson van construir una màquina de cosir, i l'escocès John Duncan va construir una màquina de brodar. Al seu torn, el sastre austríac Josef Madersperger va començar a desenvolupar una primera màquina de cosir el 1807 i en va presentar la primera unitat de treball el 1814.
La primera màquina de costura pràctica i àmpliament utilitzada va ser inventada per Barthélemy Thimonnier, un sastre francès, el 1829. La seva màquina feia costures rectes amb punt de cadeneta com la del model de Saint, i el 1830 va signar un contracte amb Auguste Ferrand, un enginyer de mines, que va fer-ne els plans i va sol·licitar una patent. La patent per a la seva màquina va ser emesa el 17 de juliol del 1830 i en el mateix any, va obrir amb uns socis, la primera empresa de fabricació de peces de vestir a màquina a tot el món per crear uniformes militars per a l'exèrcit francès. No obstant això, la fàbrica va ser incendiada, pel que sembla pels treballadors que temien perdre els seus mitjans de vida arran de la mecanització de la seva feina, o bé per altres sastres parisencs que temien la competència del nou invent.
La primera màquina de cosir de puntada de cadeneta estatunidenca va ser inventada per Walter Hunt el 1832. Aquesta màquina utilitzava una agulla amb l'ull i la punta en el mateix extrem, que duia el fil superior i una llançadora que portava el fil inferior. L'agulla corba es movia a través de la tela horitzontalment, deixant que es formés el bucle. La llançadora passava a través del bucle i feia entrellaçar-se els fils. L'alimentador deixava la màquina inactiva, cosa que obligava a aturar la màquina amb freqüència i reiniciar el cicle. Hunt va acabar perdent interès en la seva màquina i en va vendre algunes unitats sense molestar-se a patentar-la. El 1842, John Greenough va patentar la primera màquina de cosir als Estats Units.
Els socis britànics Newton i Archibold adoptaren l'agulla d'ull a la punta i l'ús de dues superfícies de pressió per mantenir les peces de roba en posició, el 1841.
El primer aparell que va combinar tots els elements dispars del mig segle anterior d'innovació fent-ne una màquina de cosir moderna, fou el dispositiu construït per l'inventor anglès John Fisher el 1844, una mica abans, doncs, que les màquines, substancialment similars, construïdes per Isaac Merritt Singer i Elias Howe en els anys següents. Tanmateix, a causa d'errors en l'emplenat del formulari de patent presentat a l'Oficina de Patents, no va rebre el degut reconeixement com a primera màquina de cosir moderna en les disputes legals de prioritat subsegüents i va ser Singer qui va obtenir la patent.

### Howe, Singer i la combinació de màquines de cosir

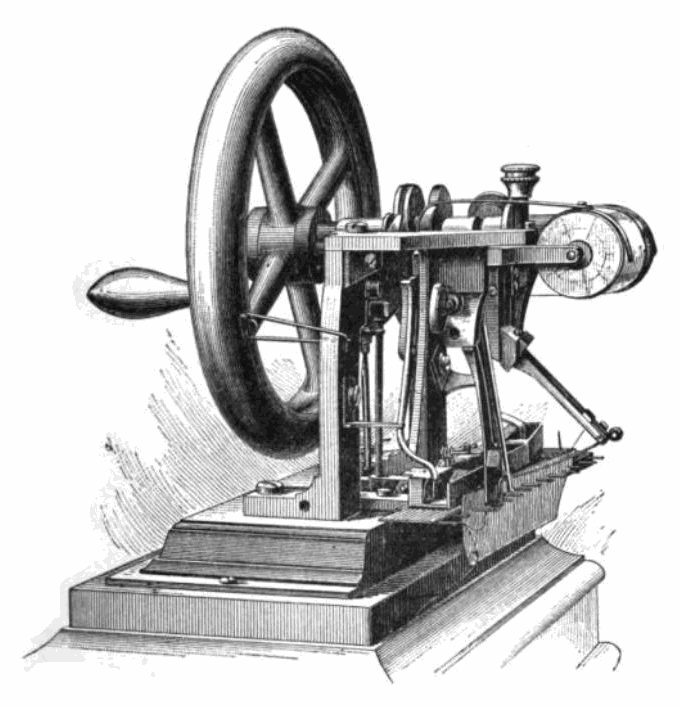
Màquina de doble repunt d'Elias Howe, inventada el 1845.

Elias Howe, nascut a Spencer, Massachusetts, va crear la seva màquina de cosir el 1 845, utilitzant un mètode similar al de Fisher, llevat que la tela es mantenia vertical. La seva màquina comptava amb una agulla lleugerament corbada, amb l'ull a la punta, muntada horitzontalment a l'extrem inferior d'un braç amb moviment pendular. Després d'una llarga temporada a Anglaterra intentant atreure l'interès en la seva màquina, va tornar als Estats Units on es trobà que diverses persones infringien la seva patent, entre ells Isaac Merritt Singer.

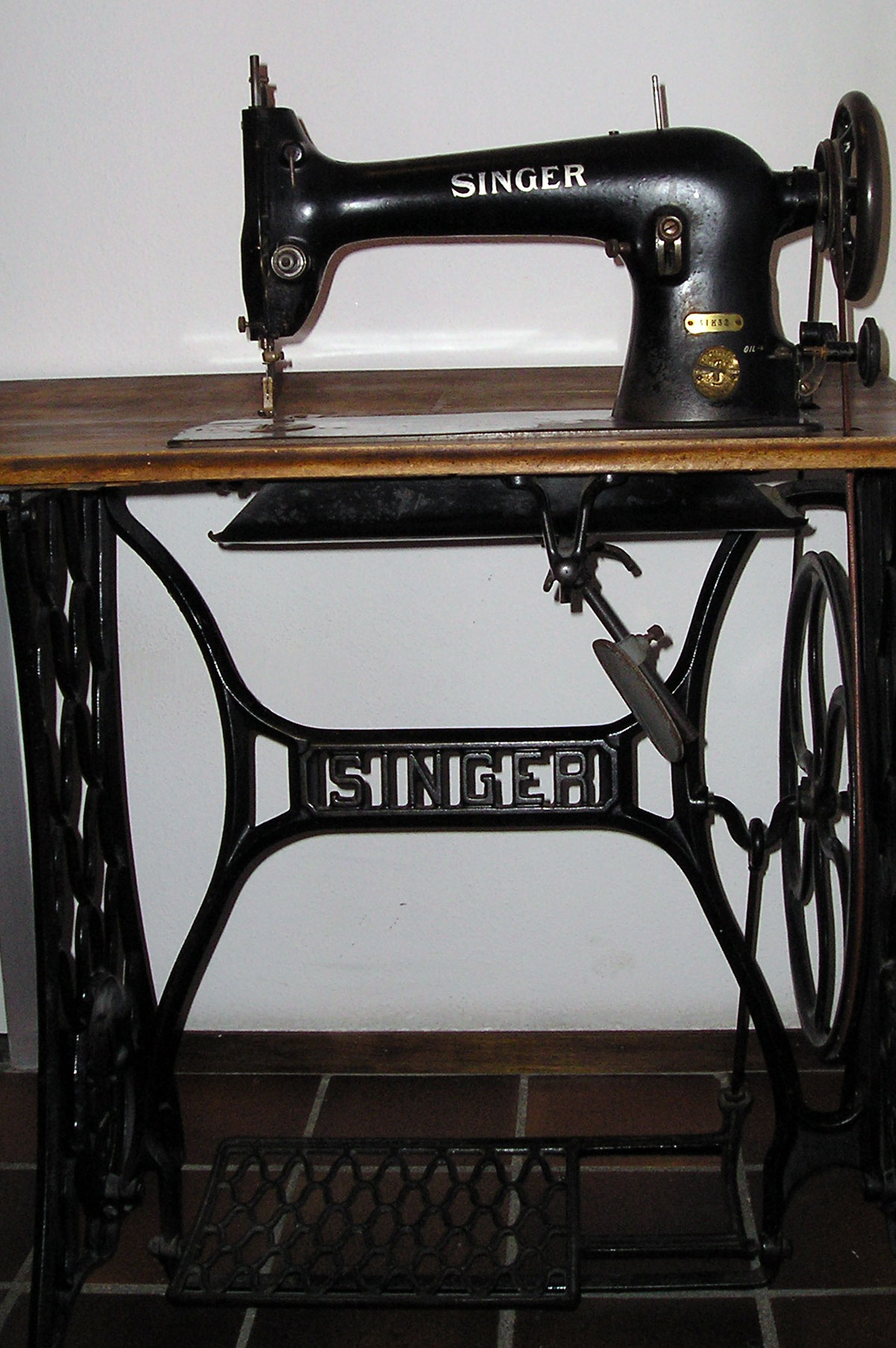
Màquina de cosir Singer de pedal

El 1850, Singer era a Boston intentant vendre una màquina per tallar fusta de la seva invenció. En un taller li van demanar consell sobre una màquina de cosir rotativa en reparació, d'un model que patia freqüents avaries. Va pensar que seria més fiable si la llançadora es desplacés en línia recta i va dissenyar-ne una millora. Va substutir l'agulla corbada per una de recta muntada verticalment, però conservant l'ull a la punta, i va afegir una premsateles per subjectar la tela al seu lloc. Tenia un braç fix per subjectar l'agulla i s'incloïa un sistema de tensió bàsic. Aquesta màquina combinava elements de les de Thimonnier, Hunt i Howe. Va obtenir una patent dels Estats Units el 1851 on es suggeria que incloïa també el pedal que s'utilitzava per alimentar algunes de les seves màquines; tanmateix els pedals feia massa temps que estaven en ús i ja no podien ser patentats. Quan Howe es va assabentar de la màquina de Singer va portar el cas als tribunals. Howe va guanyar i Singer es va veure obligat a pagar una suma global per a totes les màquines ja produïdes. Aleshores Singer va adquirir una llicència per explotar la patent de Howe i li va pagar 1,15 $ per màquina. Posteriorment es va associar amb l'advocat Edward Clark i van bastir el primer sistema de venda a terminis que va facilitar que les famílies compressin les seves màquines -fins aleshores destinades principalment a professionals- i que va ser el fonament de la popularitat de les màquines Singer.

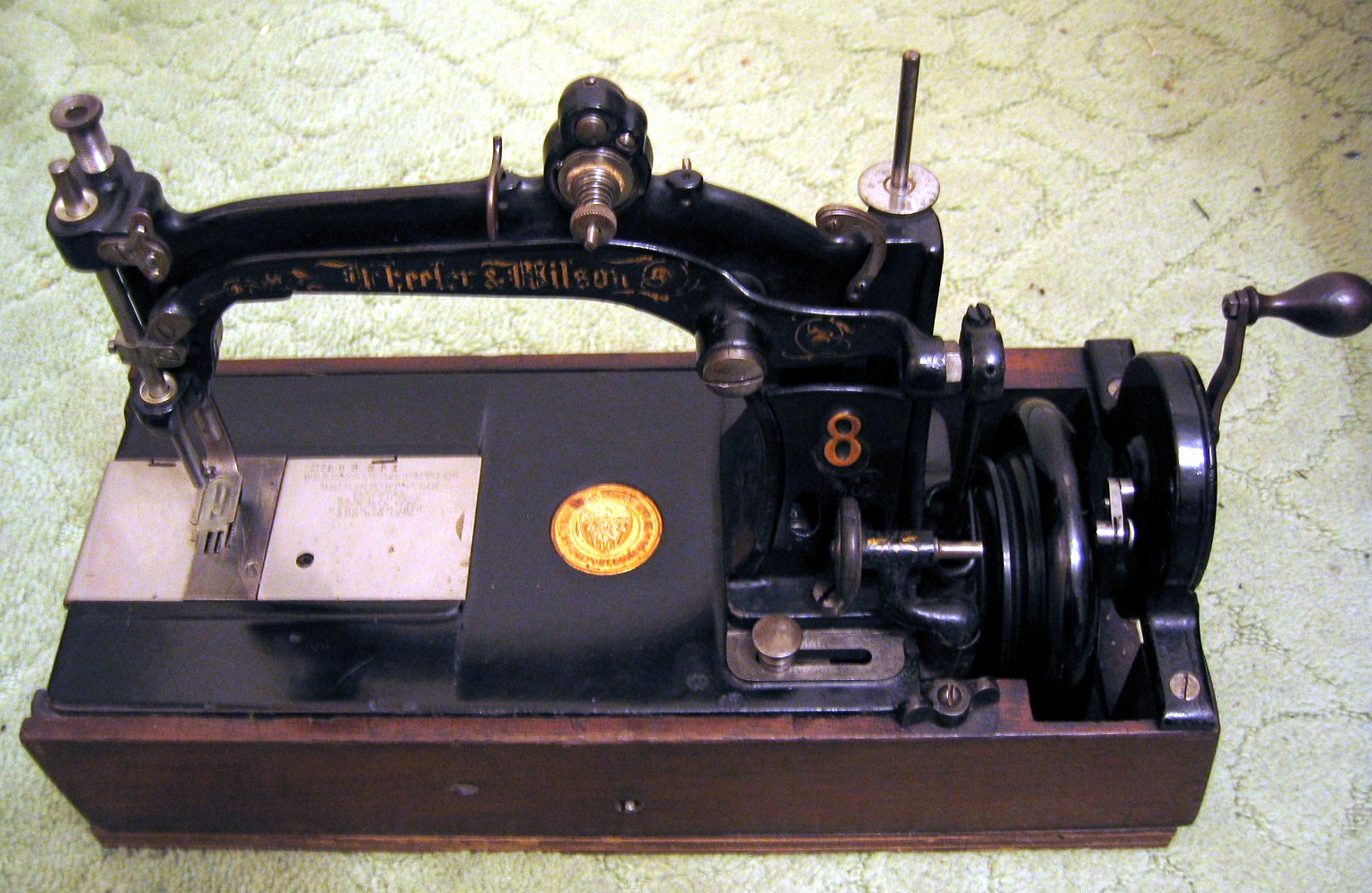
Una màquina del 1880 de la Companyia Wheeler i Wilson.

Mentrestant Allen B. Wilson desenvolupà una llançadora vibrant, és a dir que no es desplaçava en línia recta sinó seguint un arc curt, la qual cosa era una millora sobre Singer i Howe, ja que era més ràpida i fiable. No obstant això, John Bradshaw havia patentat un dispositiu similar i va amenaçar de demandar-lo. Wilson va decidir provar un nou mètode. Es va associar amb Nathaniel Wheeler per produir una màquina amb un ganxo giratori en lloc d'una llançadora. Aquest era molt més silenciós i suau que els altres mètodes (i va acabar desplaçant-los), i la Wheeler & Wilson Company produí més màquines el 1 850 i 1860 que qualsevol altre fabricant. Wilson també va inventar el mecanisme d'alimentació de quatre moviments que encara s'utilitza en tots els equips actuals. Aquest tenia un moviment cap endavant, cap avall, cap enrere i cap amunt, la qual cosa estirava la tela amb un moviment uniforme i suau. Charles Miller va patentar la primera màquina que cosia traus. Durant la dècada del 1850 es formaren cada cop més empreses i cadascuna intentava demandar l'altra. Això va donar lloc a un embull de patents conegut com la Guerra de la Màquina de Cosir.
El 1856 es va formar la Sewing Machine Combination, que aplegava Singer, Howe, Wheeler & Wilson i Grover & Baker. Aquestes quatre empreses van combinar les seves patents, el que significava que tots els altres fabricants havien d'obtenir una llicència i pagar 15 dòlars per màquina. Això va durar fins a 1877 quan l'última patent va expirar. James Edward Allen Gibbs (1829-1902), un agricultor de Raphine al comtat de Rockbridge a l'estat nord-americà de Virgínia, va patentar la primera màquina de cosir punt de cadeneta d'un sol fil el 2 de juny de 1857. En associació amb James Willcox, Gibbs va esdevenir un director de la Willcox & Gibbs Sewing Machine Company. Les màquines de cosir Willcox & Gibbs continuen a ser fabricades.

### Propagació i maduració

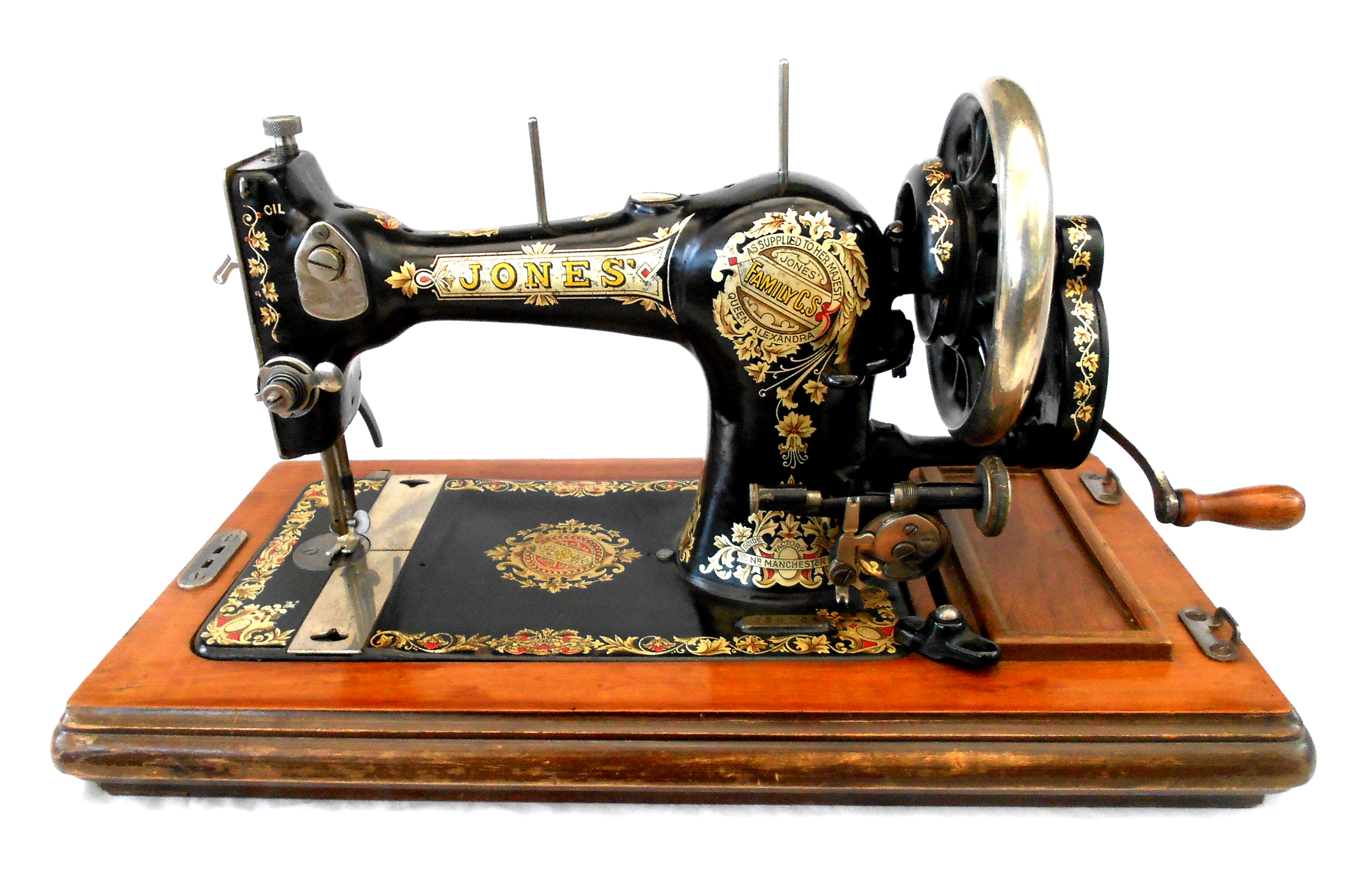
Màquina Jones Family CS de prop de 1935.

Thomas Chadwick posteriorment s'uní a Bradbury & Co. William Jones va obrir una fàbrica a Guide Bridge a prop de Manchester el 1 869. El 1893 un full de publicitat de Jones la descrivia com la «fàbrica més grossa a Anglaterra dedicada exclusivament a la fabricació de màquines de cosir de primera classe». La firma fou rebatejada com a Jones Sewing Machine Co. Ltd i fou adquirida posteriorment per Brother Industries del Japó, el 1968.
Els fabricants de roba van ser els primers compradors de màquines de cosir, i les van emprar per produir les primeres peces de roba i sabates prêt-à-porter. A la dècada del 1860 els consumidors van començar a comprar-ne, i les màquines —els preus de les quals oscil·laven entre 6 a 15 lliures esterlines al Regne Unit, segons prestacions— es van popularitzar a les llars de classe mitjana. Van esdevenir tota una afició: els qui en tenien una eren molt més propensos dedicar el temps lliure amb les màquines a fer i reparar roba. Les revistes femenines i guies per a la llar, com ara Mrs Beeton's oferien patrons i instruccions. Amb una màquina de cosir es podia produir una camisa d'home en aproximadament una hora, en comparació amb caorze hores i mitja que es trigava fent-la a mà.

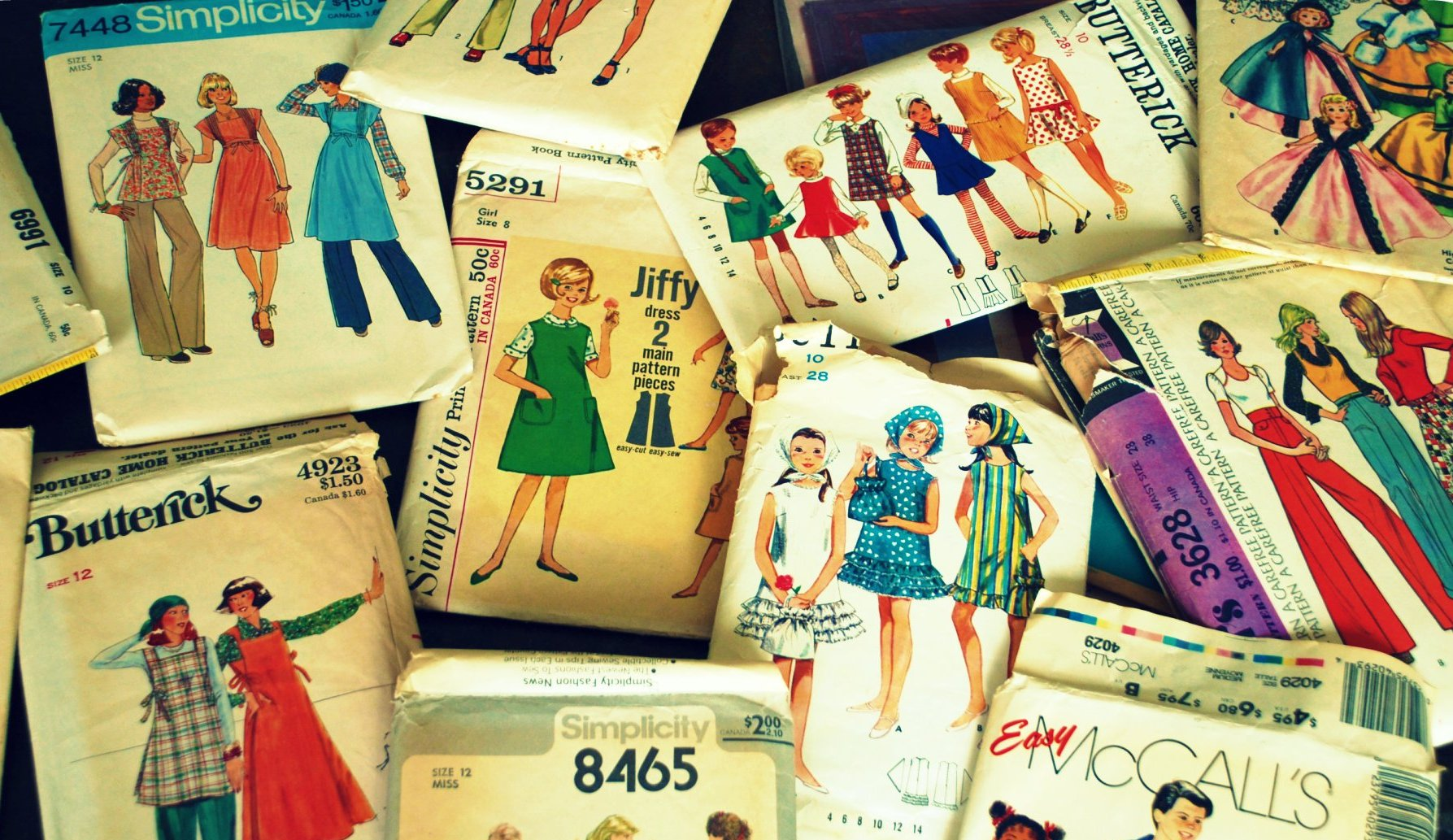
Patrons de costura antics

El 1877 Joseph M. Merrow, que dirigia una empresa que des de la dècada del 1840 desenvolupava maquinària especialitzada per al sector tèxtil, va inventar i patentar la primera màquina que feia ganxet. Aquesta màquina de ganxet fou la primera màquina comercial tipus overlock. La Merrow Machine Company va arribar a ser un dels fabricants més importants dels Estats Units de màquines de cosir d'aquest tipus, i continua tenint una presència global al segle xxiI com a fabricant estatunidenc de màquines de cosir overlock.
El 1885 Singer va patentar la màquina de cosir Singer model 27 i 127, que feia servir la idea de'Allen B. Wilson's de llançadora vibrant i era millor per fer punt de cadeneta que les llançadores transversals d'aquella època. D'aquests models, potser les primeres màquines de cosir realment pràctiques del món per a ús domèstic, se'n van produir milions d'unitats, fins que acabaren per ser substituïdes per màquines de llançadora rotatòria al segle xx. Fins ben entrada la dècada del 1900, les màquines de cosir continuaren seguint si fa no fa el mateix disseny, amb una decoració més o menys profusa.
La primera màquina de cosir elèctrica fou desenvolupada per Singer Sewing Co. i presentada el 1889. Cap a finals de la Primera Guerra Mundial, Singer tenia a la venda màquines de cosir de mà, de pedal i màquines elèctriques. Al principi, les màquines elèctriques eren màquines estàndard amb un motor lligat a un costat, però a mesura que les llars van guanyar poder adquisitiu, es van fer més populars i el motor es va integrar gradualment en la carcassa.

### Impacte social

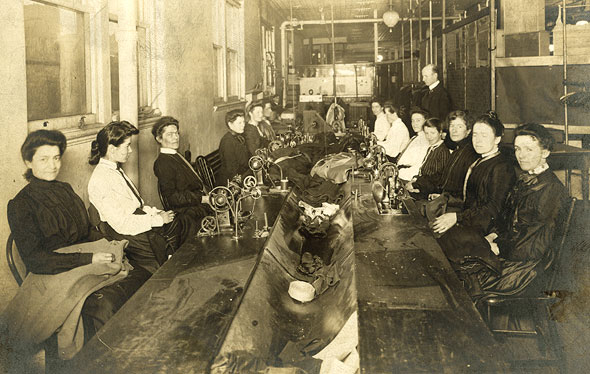
Cosidores el 1904.

Abans de l'invenció de la màquina de cosir, les dones empraven molt de temps en el manteniment de la roba de la família. Les mestresses de casa de classe mitjana, fins i tot amb l'ajuda d'una costurera contractada, hi havien de dedicar uns quants dies de cada mes. Una cosidora esmerçava unes 14 hores en fer una camisa d'home; un vestit consumia 10 hores, i uns pantalons d'estiu tres hores. La majoria dels individus tenien només dues mudes de roba: una de treball i un vestit de diumenge.
Les màquines de cosir van reduir el temps necessari per fer una camisa de vestir a una hora i quart; el temps per un vestit va passar a ser d'una hora,i per a un parell de pantalons d'estiu a només 38 minuts.Aquest estalvi de treball va alliberar les dones d'una part significativa de la càrrega de les tasques domèstiques, i els va permetre destinar més temps al seu propi lleure, o a cercar més feina remunerada.
L'ús industrial de màquines de cosir alliberà encara més les mestresses de casa. Va transferir cada vegada més la producció de roba de les llars i cosidores contractades a les manufactures de tèxtil. Aquestes fàbriques van contribuir a minvar el temps necessari per a la confecció de les peces i, doncs, a reduir-ne significativament el preu de la roba. L'abaratiment va ser conseqüència, en primer lloc, de la reducció de costos perquè la mecanització implicava que mateixa quantitat de roba es fabrica amb menys treballadors (o amb els mateixos s'obtenen més peces). Però també perquè l'augment de l'oferta va reduir-ne el cost.

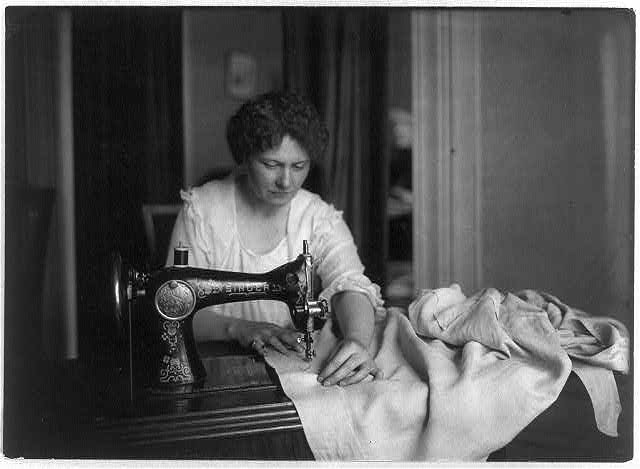
Dona utilitzant una màquina de cosir de pedal fabricada per Singer.

Els efectes inicials de la implantació de màquines de cosir sobre els treballadors foren tant positius com negatius, però, a llarg termini els negatius van disminuir. Moltes de les dones que havien estat prèviament ocupades a la llar podien ara cercar feina a les fàbriques, amb el consegüent augment dels ingressos de la família. Això va permetre que les llars poguessin pagar més conjunts de roba i altres articles que abans. Per a les cosidores, les màquines de cosir domèstiques els van permetre produir roba a mida per als clients mitjans, durant els períodes en què la demanda de roba ajustada era baixa, amb un augment efectiu dels guanys. Però a mesura que les màquines de cosir industrials es van implantar, moltes cosidores, tant les que treballaven a les manufactures com les que treballaven a casa, van perdre els llocs de treball, ja que amb menys treballadores s'obtenia la mateixa producció. A la llarga, però, la mecanització i el conseqüent augment de l'oferta i la demanda, va comportar el creixement de la indústria de la confecció, que va reabsorbir moltes d'aquestes treballadores aturades, juntament amb milers d'homes i infants.
Els efectes de la màquina de cosir en la indústria de la confecció comportaren també canvis importants per a altres sectors. L'augment de la demanda de cotó va comportar que el conreu de cotó s'estengués a noves àrees. Altres indústries que participen en el procés se'n beneficiaren, com ara les empreses del metall que fabricaven els components de les màquines i els transportistes que movien les creixents quantitats de béns. Fins i tot els fabricants d'armes van visitar fàbriques de roba per a perfeccionar les seves tècniques de producció en massa. A més de ser important per a la producció de peces de vestir, la màquina de cosir també va arribar a ser-ho en la fabricació de mobles amb tapisseria, cortines i tovalloles, joguines, llibres i molts altres productes on entra en joc la costura.

## Formació de la puntada

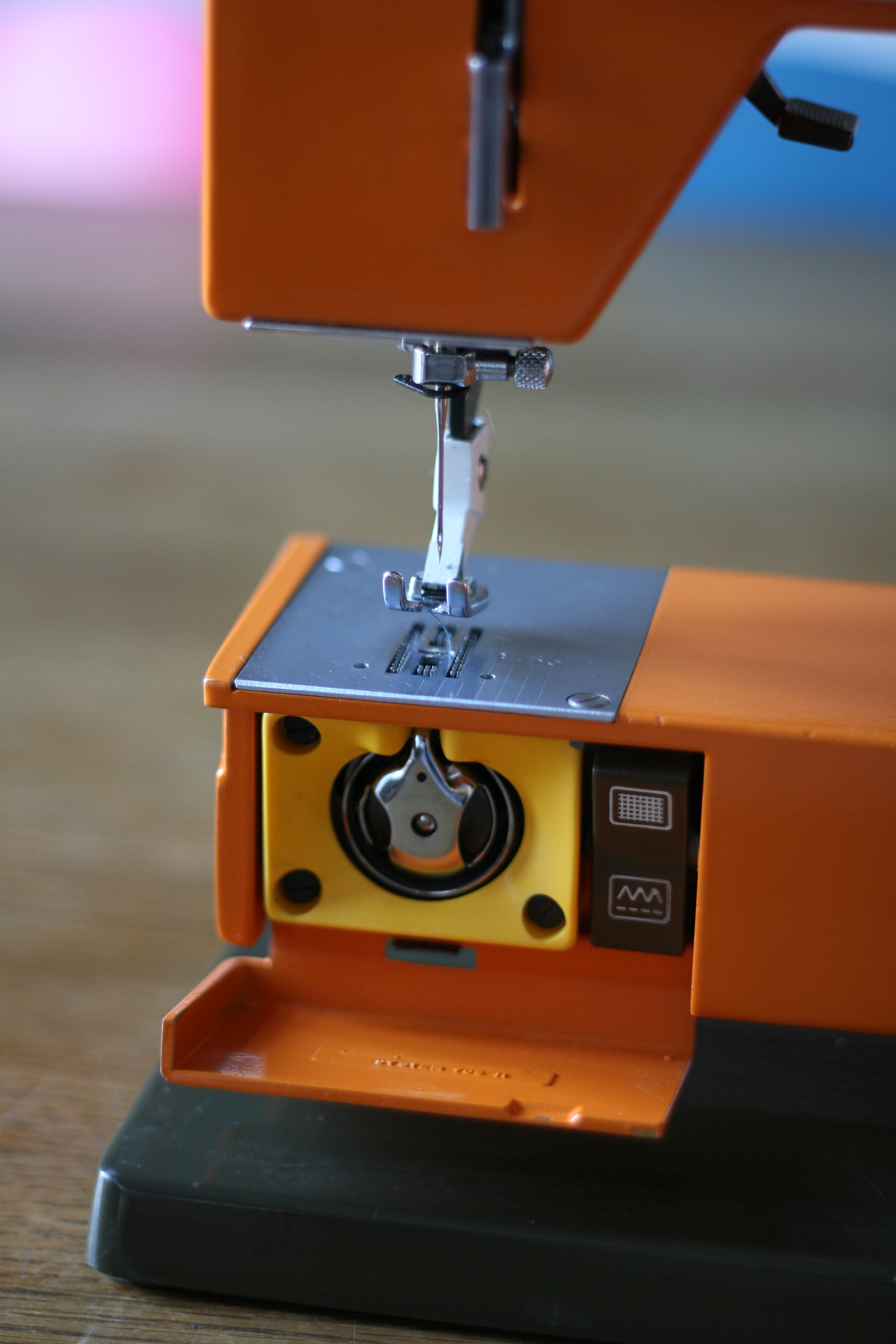
Una llançadora mòbil d'una màquina de cosir Husqvarna 3600

Les màquines de cosir poden fer una gran varietat de puntades llises o estampades. Ultra els aspectes estrictament decoratius, la norma ISO 4915:1991 estàndard reconeix més de tres dotzenes de formacions diferents de puntades, que inclouen la participació d'un a set fils per formar la puntada. Els punts es divideixen generalment en quatre categories: punt de cadeneta, puntada de cadeneta, overlock, i puntada de recobriment.

### Punt de cadeneta
El punt de cadeneta va ser utilitzat per les primeres màquines de cosir i té dos grans inconvenients: 
1. La puntada no és autobloquejant i si es trenca el fil en qualsevol punt o no es lliga a ambdós extrems, tota la longitud de la costura surt. També s'esquinça fàcilment.[33]
2. El sentit de la costura no es pot canviar molt d'una puntada a la següent, o el procés de costura falla.

Es va trobar una millor puntada amb el repunt. La cadeneta encara s'utilitza avui en la fabricació de peces de vestir, tot i que a causa del seu principal inconvenient és generalment aparellat amb puntades d'overlock al llarg de la mateixa costura.

### Puntada de cadeneta

Formació d'un bloqueig de puntada utilitzant una llançadora oscil·latòria, tal com es feia servir en les primeres màquines domèstiques.

Puntada de cadeneta utilitzant un ganxo giratori inventat per Allen B Wilson. Això s'empra en moltes màquines modernes.

Formació de la doble puntada de cadeneta de seguretat.

La puntada de cadeneta és la puntada familiar realitzada per la majoria de les màquines de cosir domèstiques i la majoria de les màquines de cosir industrials "una sola agulla" de dos fils, un dels quals passa a través d'una agulla i un procedent d'una bobina o llançadora. Cada fil es queda al mateix costat del material que s'està cosint, entrellaçat amb l'altre fil a cada forat de l'agulla a través d'una llançadora mòbil. Per tant, un punt de cadeneta es pot formar en qualsevol part del material que és cosit; no cal que sigui prop d'una vora.
El mecanisme funciona de la següent manera: l'eix d'accionament fa moure's una agulla vertical que baixa sota de la placa base fent passar el fil superior a través de la roba. Al mateix temps, per una sèrie de palanques, està connectat a un anell de ganxo o llançadora, amb deslpaçament de vaivé o rotacional. L'anell de ganxo agafa el fil superior i el guia al voltant del suport de bobina del fil inferior. Utilitzant el moviment ascendent i descendent de l'agulla i la rotació de l'anell de ganxo (o el vaivé de la llançadora), ambdós fils s'enllacen entre si per formar la puntada.

### Overlock
L'overlock, també conegut com a "puntada overlock", es pot formar d'un a quatre fils, una o dues agulles, i un o dos bucles, Les màquines de cosir overlock solen estar equipades amb ganivetes que retallen o creen la vora immediatament davant de la formació de la puntada. Les màquines de cosir overlock, ja siguin domèstiques o industrials, s'utilitzen habitualment per a les costures de peces de vestir en teixits de punt o elàstics on el teixit és molt lleuger i no cal pressionar la costura de manera oberta, i per protegir les vores contra l'esfilagarsat. Les màquines que utilitzen de dues a quatre agulles són les més comunes, i sovint una sola màquina es pot configurar per a diversos tipus de puntada overlock. Les màquines overlock amb cinc o més fils solen fer tant una cadeneta amb una agulla i un garfi com una puntada overlock amb les agulles i bucles restants. Aquesta combinació es coneix com a "puntada de seguretat". Les màquines overlock domèstiques són àmpliament utilitzades.

### Puntada en ziga-zaga
La puntada en ziga-zaga és la variant geomètrica del punt de cadeneta. És una puntada d'anada i tornada utilitzada quan una puntada recta no serà suficient, com ara per prevenir l'esfilagarsat d'una tela, en la costura de teixits elàstics, i en unir-se temporalment dues peces de vora a vora.
Quan es crea un punt en ziga-zaga, el moviment cap endavant i cap enrere de l'agulla de la màquina de cosir és controlat per una lleva. A mesura que la lleva gira, un mecanisme solidari, connectat a la barra d'agulla, munta al llarg de la lleva i en segueix les osques. A mesura que el mecanisme solidari es mou dins i fora, la barra de l'agulla es mou de banda a banda. Les màquines de cosir molt antigues no tenen aquest maquinari i, per tant, no poden produir en origen una puntada de ziga-zaga, però sovint hi ha accessoris disponibles que els permeten de fer-ho.

### Puntada de recobriment
La puntada de recobriment es forma amb dues o més agulles i un o dos bucles. Com a punt de cadeneta i cadeneta, la puntada de recobriment es pot formar en qualsevol part del material. Un bucle manipula un fil per sota del material que s'està cosint, formant una puntada coberta inferior contra els fils de l'agulla. Un bucle addicional per sobre del material pot formar una puntada coberta superior simultàniament. Els fils de l'agulla formen files paral·leles, mentre que el fils inferior creuen d'anada i tornada totes les fileres d'agulles. Se'n diu punt de recobriment perquè la xarxa d'agulla d'encreuament del fil inferior cobreix les primeres vores de la costura, tal com ho fa la puntada de l'overlock fa. És àmpliament utilitzada en la confecció de roba, sobretot per fixar els ajustos i tancament pla on les vores crues es poden acabar en la mateixa operació que la formació de la costura.

## Mecanismes d'alimentació
A més del moviment bàsic d'agulles, bucles i canilles, el material que s'està cosint s'ha de moure de manera que cada cicle de moviment de l'agulla impliqui una part diferent del material. Aquest moviment es coneix com a alimentació, i les màquines de cosir tenen gairebé tantes formes d'alimentació com de formació de puntades. Per a les categories generals, es poden citar: les dents d'arrossegament, agulla d'arrossegament, peu mòbil, alimentació per agulla, estirament i manual. Sovint, s'utilitzen múltiples tipus d'alimentació en la mateixa màquina. A més d'aquestes categories generals, també hi ha mecanismes comuns d'alimentació utilitzats en aplicacions específiques com la vora d'unió de la pell, la confecció de costures en gorres i les puntades invisibles.

### Dents d'arrossegament

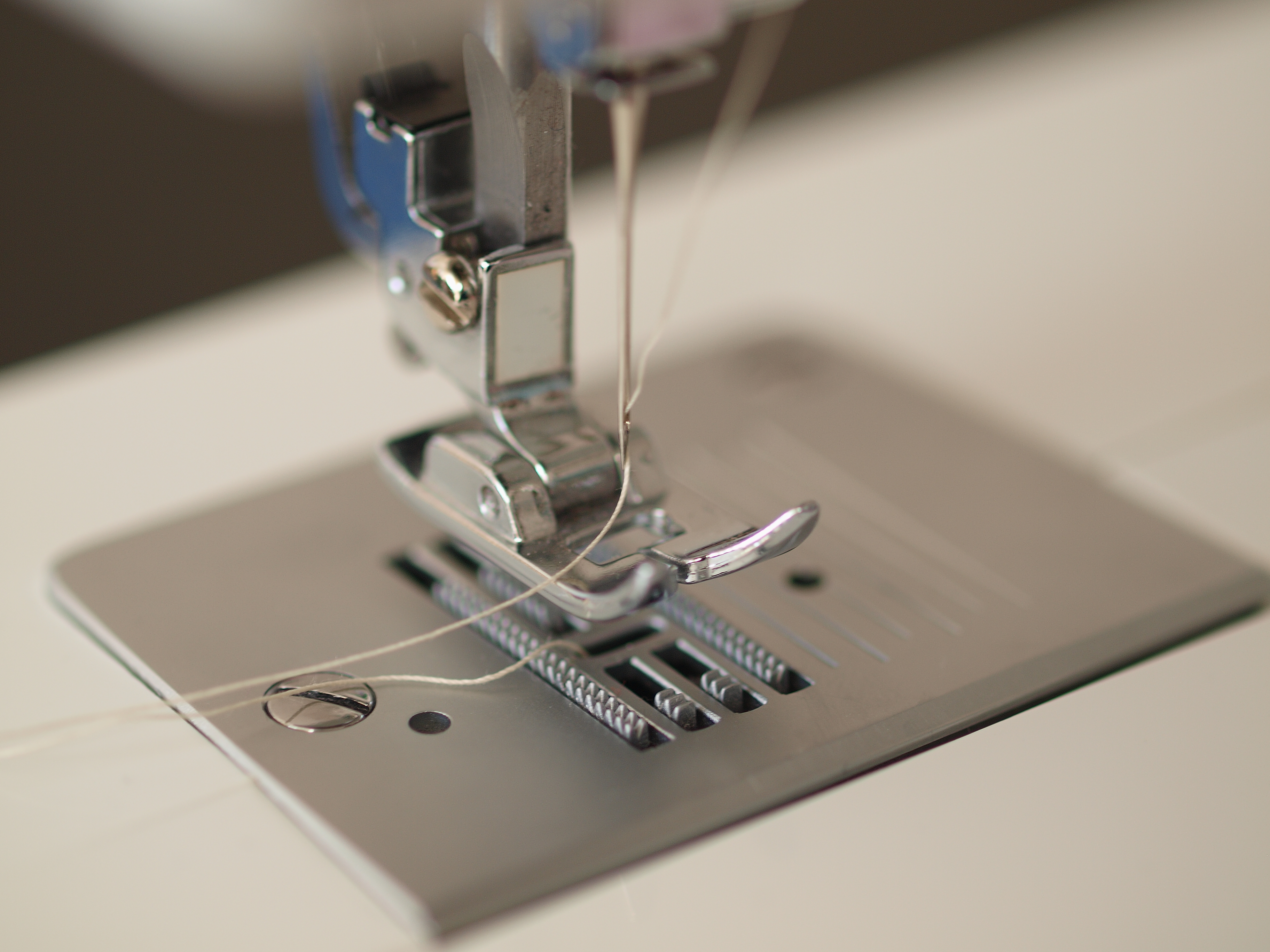
Peu mòbil alçat amb les dents d'arrossegament visibles

El mecanisme d'alimentació per arrossegament és utilitzat per gairebé totes les màquines d'ús domèstic i implica un mecanisme per sota de la superfície de la costura de la màquina. Quan es retira l'agulla del material que s'està cosint, un conjunt de «dents d'arrossegament» és empès a través de ranures a la superfície de la màquina, i després arrossegat horitzontalment més enllà de l'agulla. El mecanisme és dentat per agafar el material, i s'utilitza un "peu premsateles" per mantenir el material en contacte amb les dents. Al final del seu moviment horitzontal, les dents es baixen de nou i tornen a la seva posició original, mentre que l'agulla fa el seu següent pas a través del material. Mentre que l'agulla és dins del material, no hi ha cap acció d'alimentació. Gairebé totes les màquines d'ús domèstic i la majoria de les màquines industrials utilitzen les dents d'arrossegament. L'alimentació diferencial és una variació de les dents d'arrossegament amb dos conjunts independents de dents, un abans i un altre després de l'agulla. En canviar els seus moviments relatius, aquests conjunts de dents poden ser utilitzats per estirar o comprimir el material a prop de l'agulla. Això és molt útil quan es cus material elàstic, i les màquines overlock (molt utilitzades per a aquests materials) sovint tenen alimentació diferencial.

### Agulla d'arrossegament
Una agulla d'arrossegament, que s'utilitza només en màquines industrials, mou el material, mentre l'agulla és dins del teixit. De fet, l'agulla pot ser la força d'alimentació primària. Algunes implementacions d'arrossegament per agulla fan oscil·lar l'eix de moviment de l'agulla cap enrere i endavant, mentre que altres implementacions mantenen l'eix vertical mentre es mou cap endavant i cap enrere. En ambdós casos, no hi ha cap acció d'alimentació mentre l'agulla és fora del material. L'agulla d'arrossegament s'utilitza sovint en combinació amb una alimentació d'arrossegament modificada, i és molt comú en les màquines industrials de dues agulles. L'avantatge de l'alimentació per l'agulla enfront de l'alimentació per arrossegament és que múltiples capes de material, especialment material relliscós, no es poden lliscar l'una respecte de l'altra, ja que l'agulla té totes les capes juntes mentre l'acció d'alimentació es porta a terme. Les màquines domèstiques no utilitzen l'arrossegament per agulla com a regla general.

### Peu mòbil

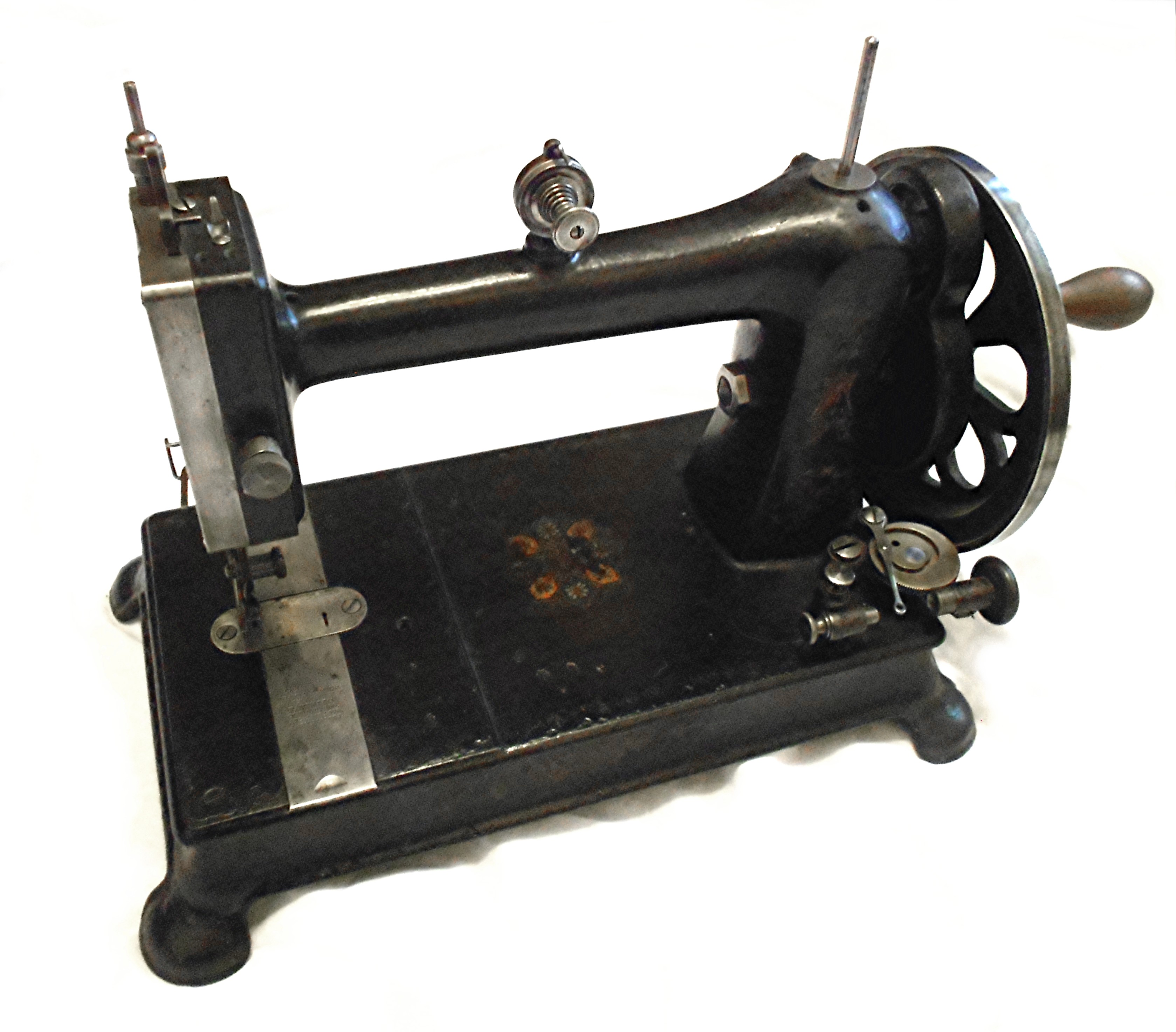
Antic peu vertical Davis (peu mòbil) de màquina de cosir, produït al voltant del 1890.

Un peu mòbil substitueix el premsateles fix amb un que es mou juntament amb qualsevol altre mecanisme d'alimentació que la màquina ja tingui. Donat que el peu mòbil es mou, es desplaça la peça de treball juntament amb ell. És molt útil per cosir materials pesants on l'arrossegament per agulla és mecànicament inadequat, per a materials esponjosos o encoixinats on aixecar el peu fora de contacte ajuda en l'acció d'alimentació, i per cosir moltes capes juntes on les dents d'arrossegament farien que la capa menor es desplacés fora de lloc en relació amb les capes superiors.

### Alimentació "per estirament"
Algunes màquines industrials i unes poques màquines domèstiques treballen amb un alimentador per estirament auxiliar, que subjecta el material a cosir (generalment des de darrere de les agulles) i tiba d'ell amb una força i fiabilitat que generalment no és possible amb altres tipus d'alimentació. Les alimentacions per estirament poques vegades es construeixen directament en la màquina de costura bàsica. La seva acció s'ha de sincronitzar amb l'acció de l'agulla i d'alimentació integrada a la màquina per evitar danyar la màquina. Els estiradors també es limiten a costures rectes, o gairebé. Malgrat el seu cost i limitacions addicionals, els alimentadors per estirament són molt útils quan s'han de fer grans coses pesades com tendes de campanya i cobertes de vehicles.

### Alimentació manual
L'alimentació manual s'utilitza principalment en el brodat a mà alçada, l'encoixinat, i la reparació de calçat. Amb l'alimentació manual, la longitud de la puntada i la direcció es controla per complet pel moviment del material que s'està cosint. Freqüentment s'utilitza alguna forma de cèrcol o material estabilitzador amb la tela per mantenir el material sota tensió i l'ajuda adequada en el moviment al voltant. La majoria de màquines d'ús domèstic es poden configurar per a alimentació manual desacoblant les dents d'arrossegament. La majoria de les màquines industrials no poden ser utilitzades amb alimentació manual sense eliminar realment les dents d'arrossegament.

## Galeria

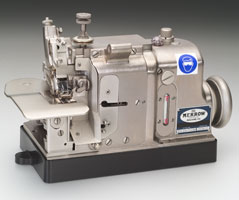
Una màquina de cosir Merrow classe 70 (2007).
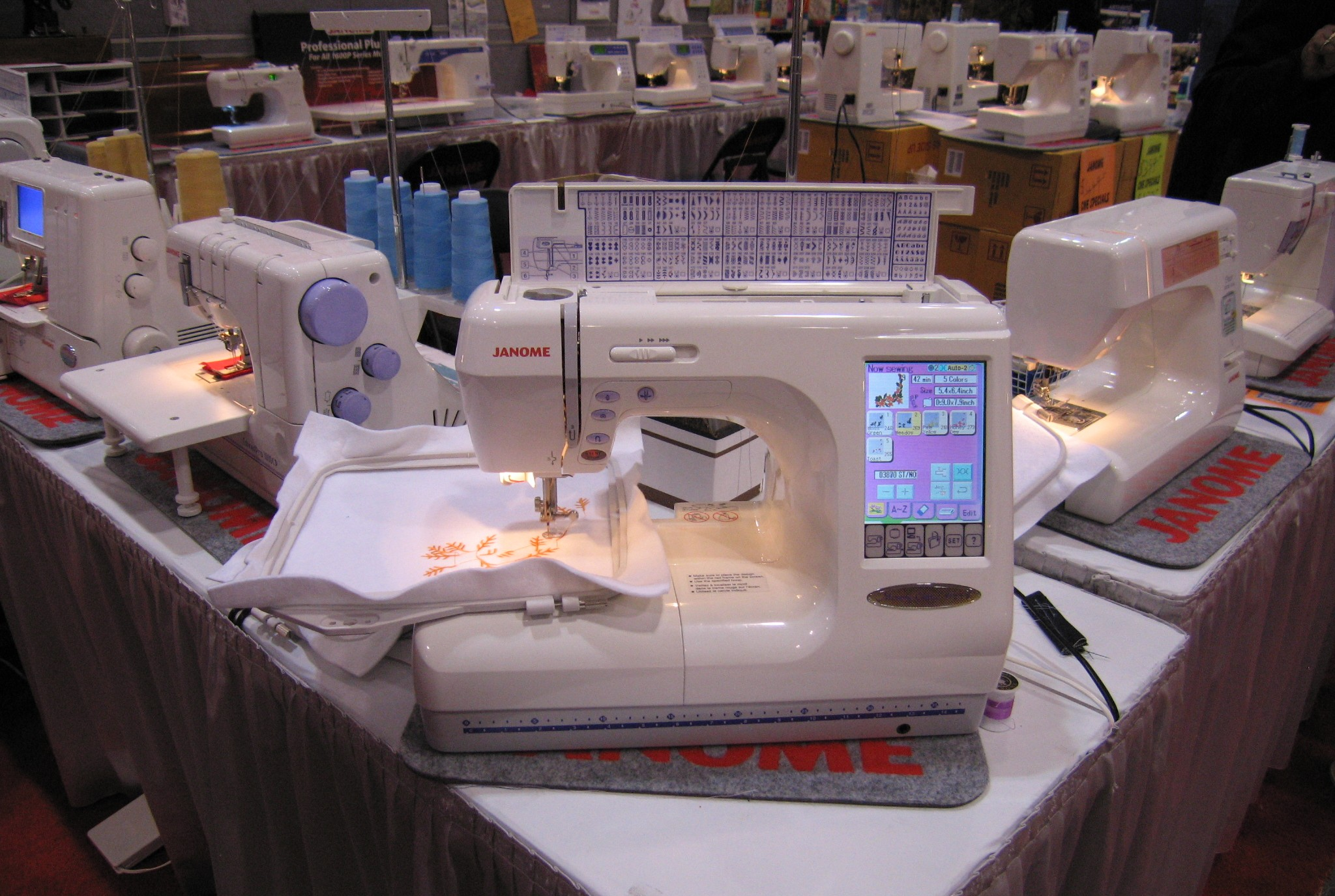
Màquines de cosir domèstiques computeritzades (2005).
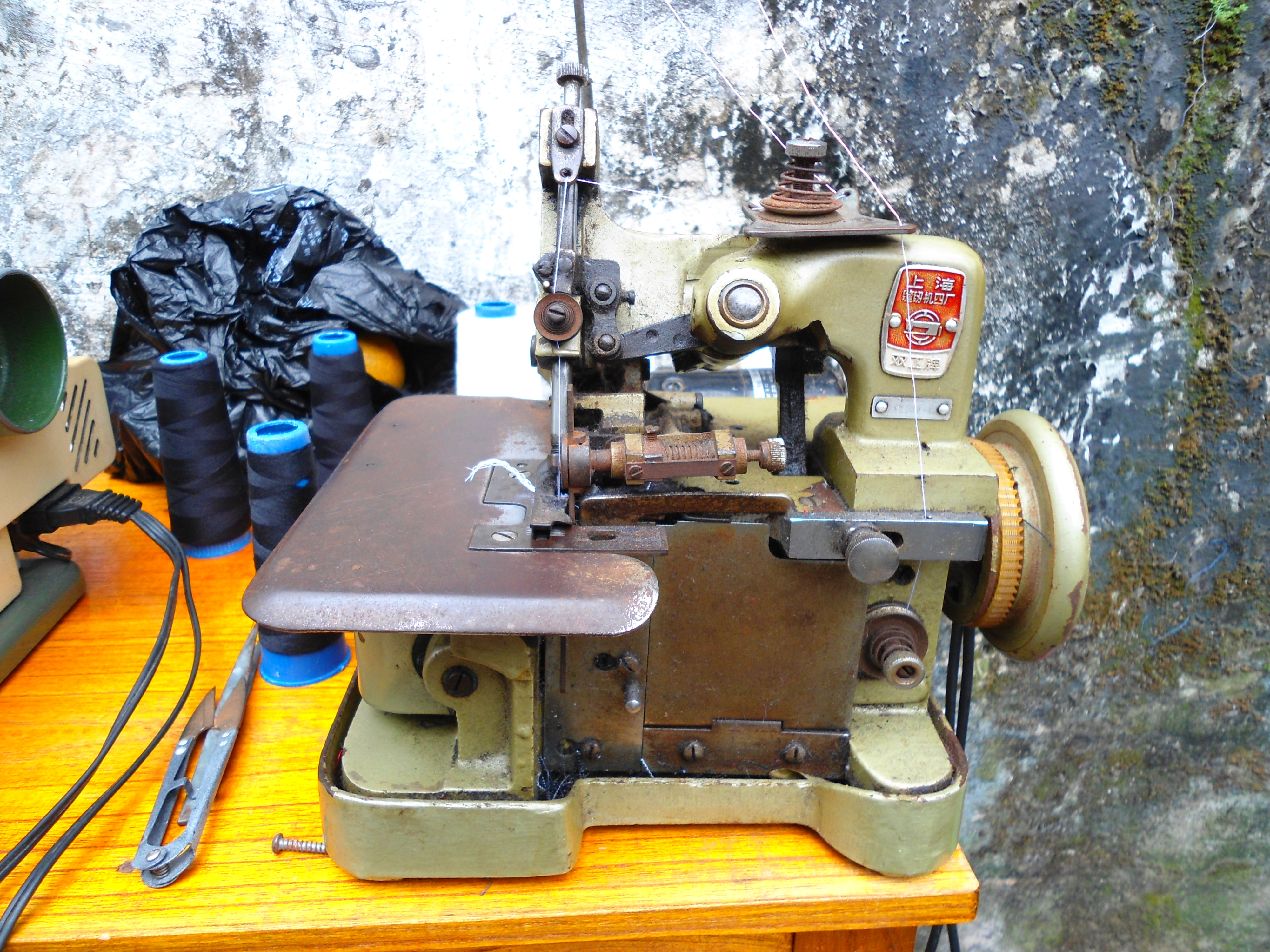
Una màquina de cosir a la ciutat de Haikou, província de Hainan, Xina.
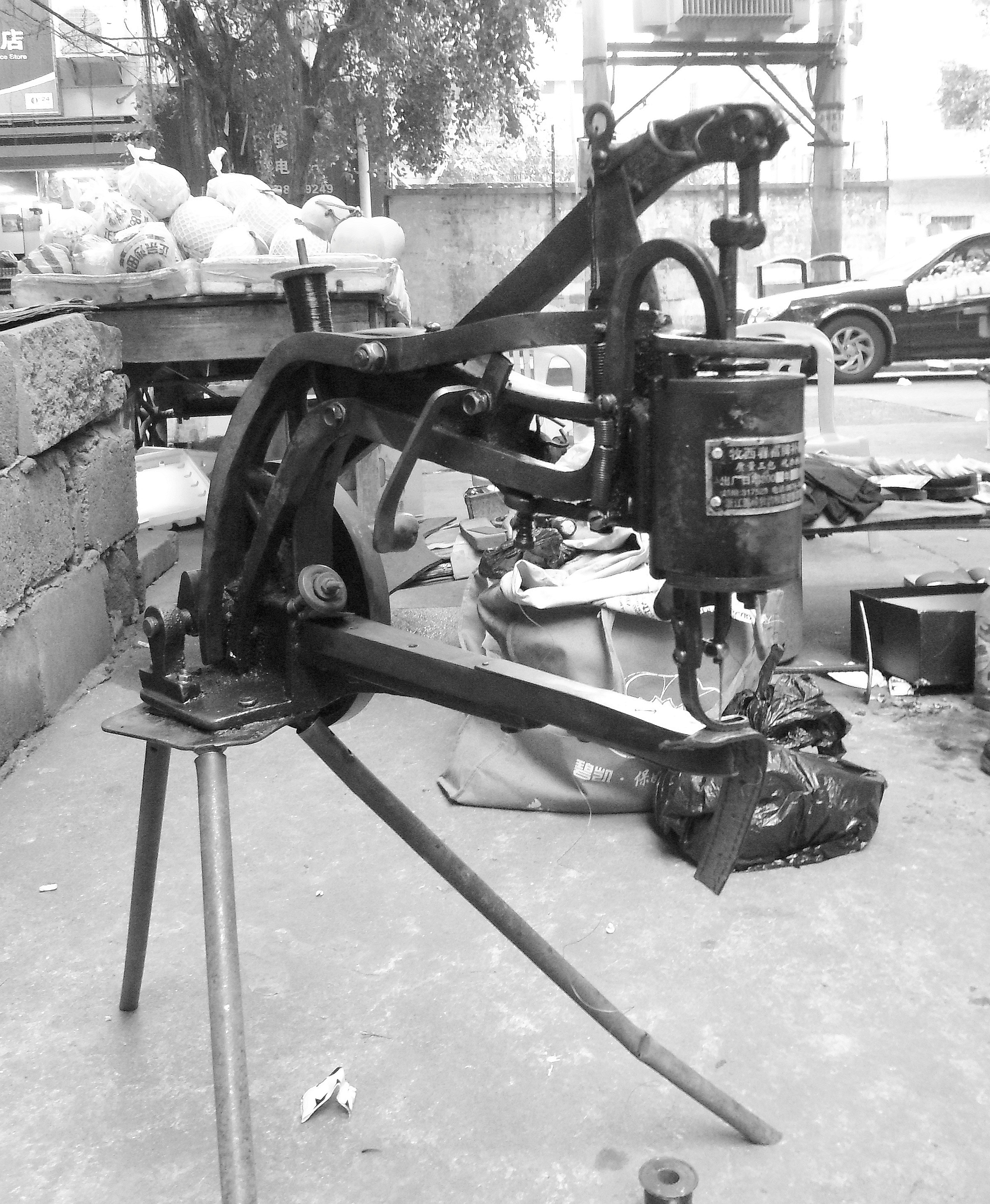
Una màquina de cosir per a la fabricació i reparació de calçat.
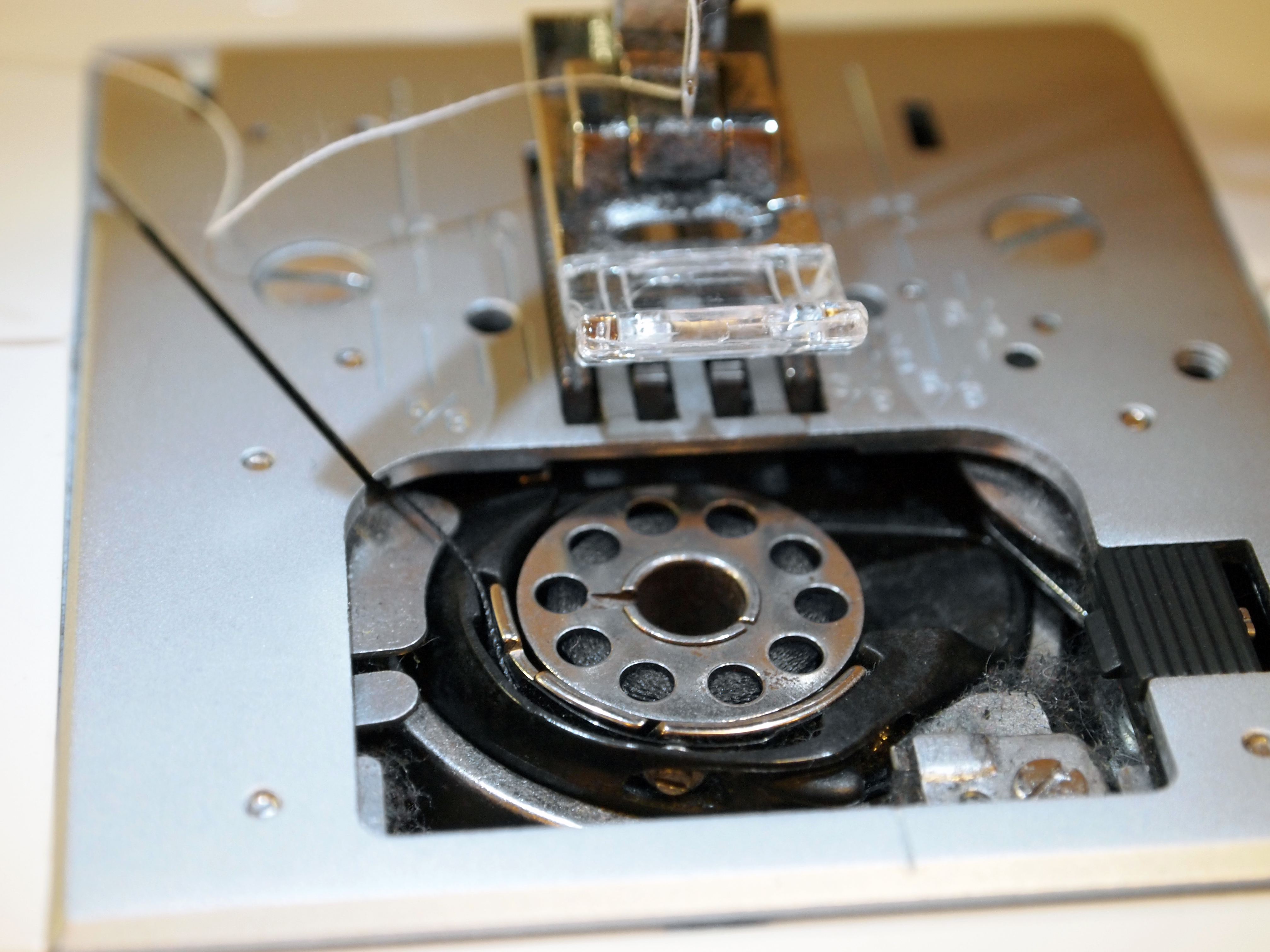
Una bobina en una cambra per sota de la placa de peu també sosté el fil.
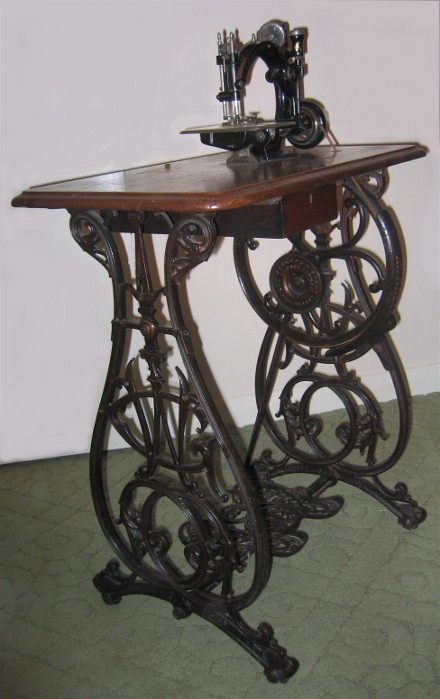
Màquina de pedal adornat Wilcox i Gibbs
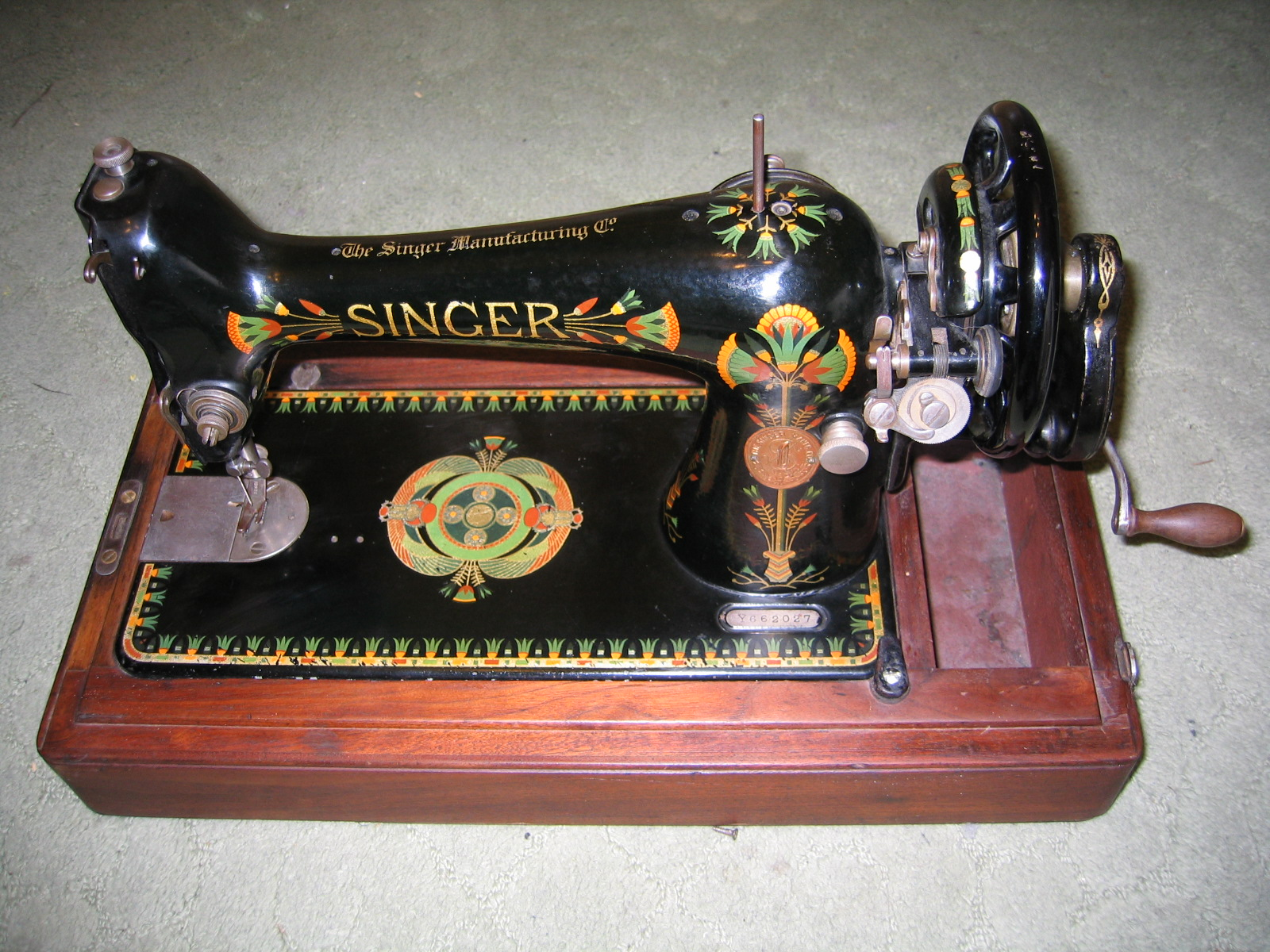
Una Singer de 1922 amb patró Lotus.
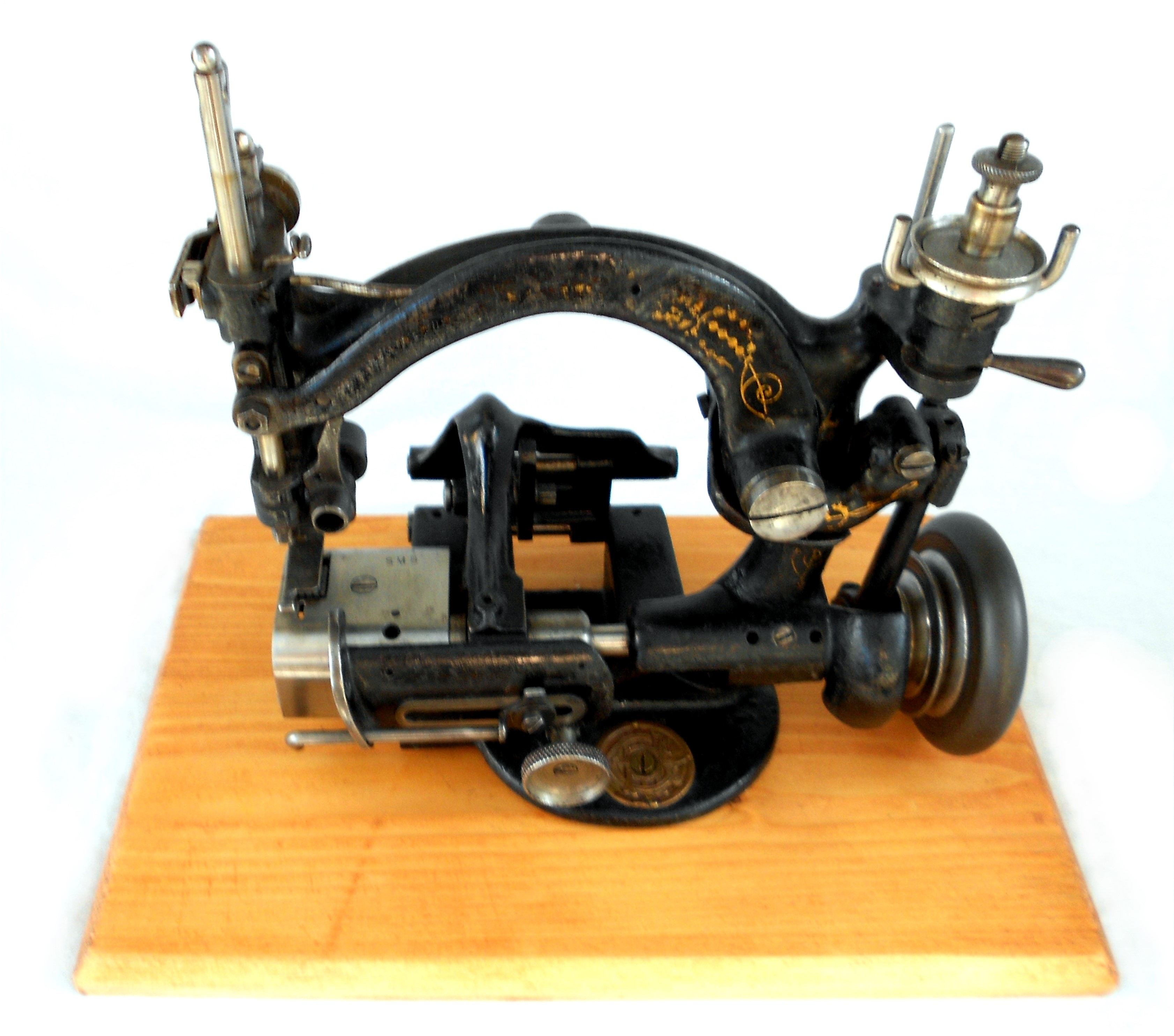
Teixidora de barrets de palla Wilcox i Gibbs (c. 1870).
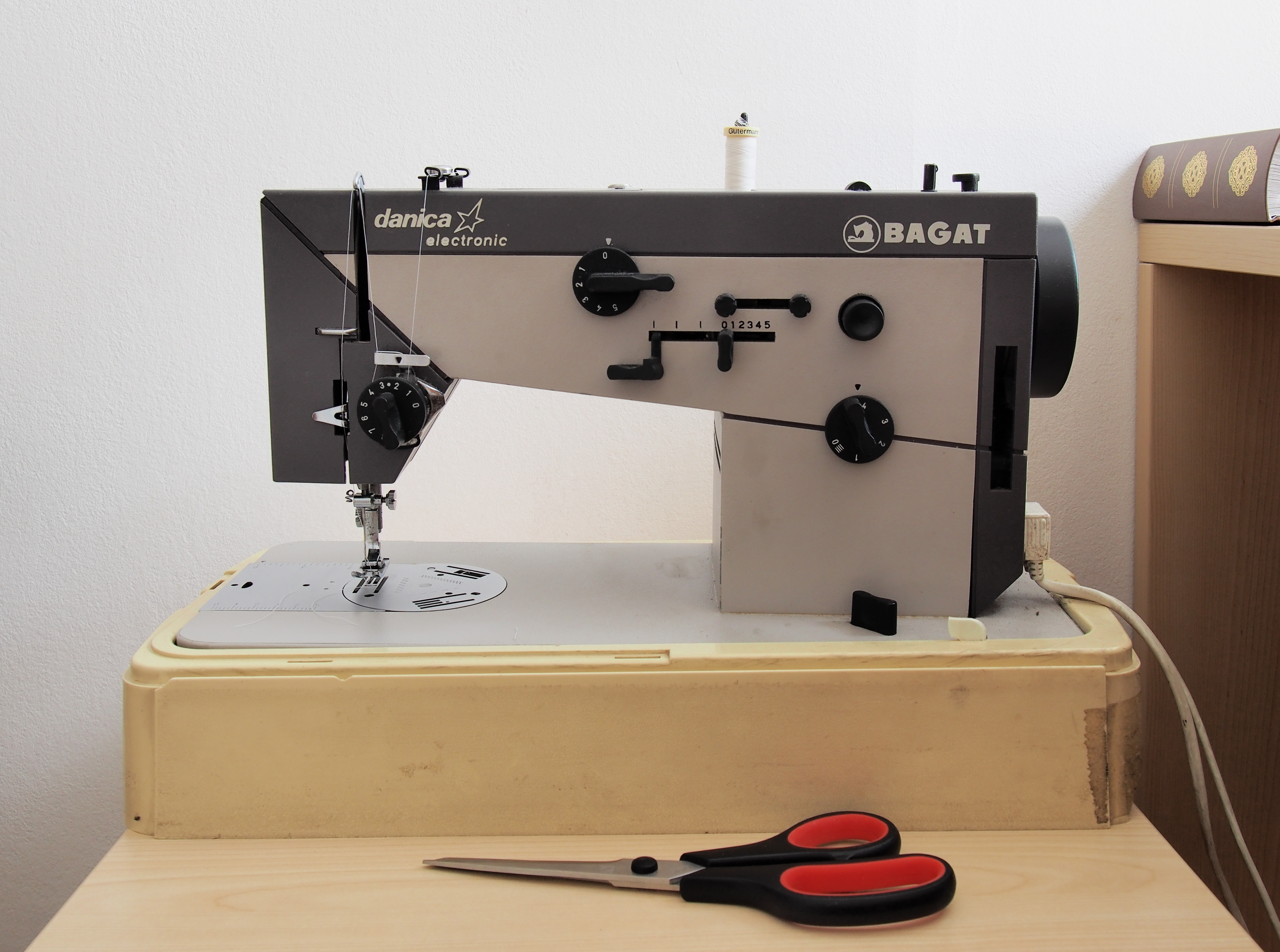
Màquina de cosir iugoslava Bagat Danica
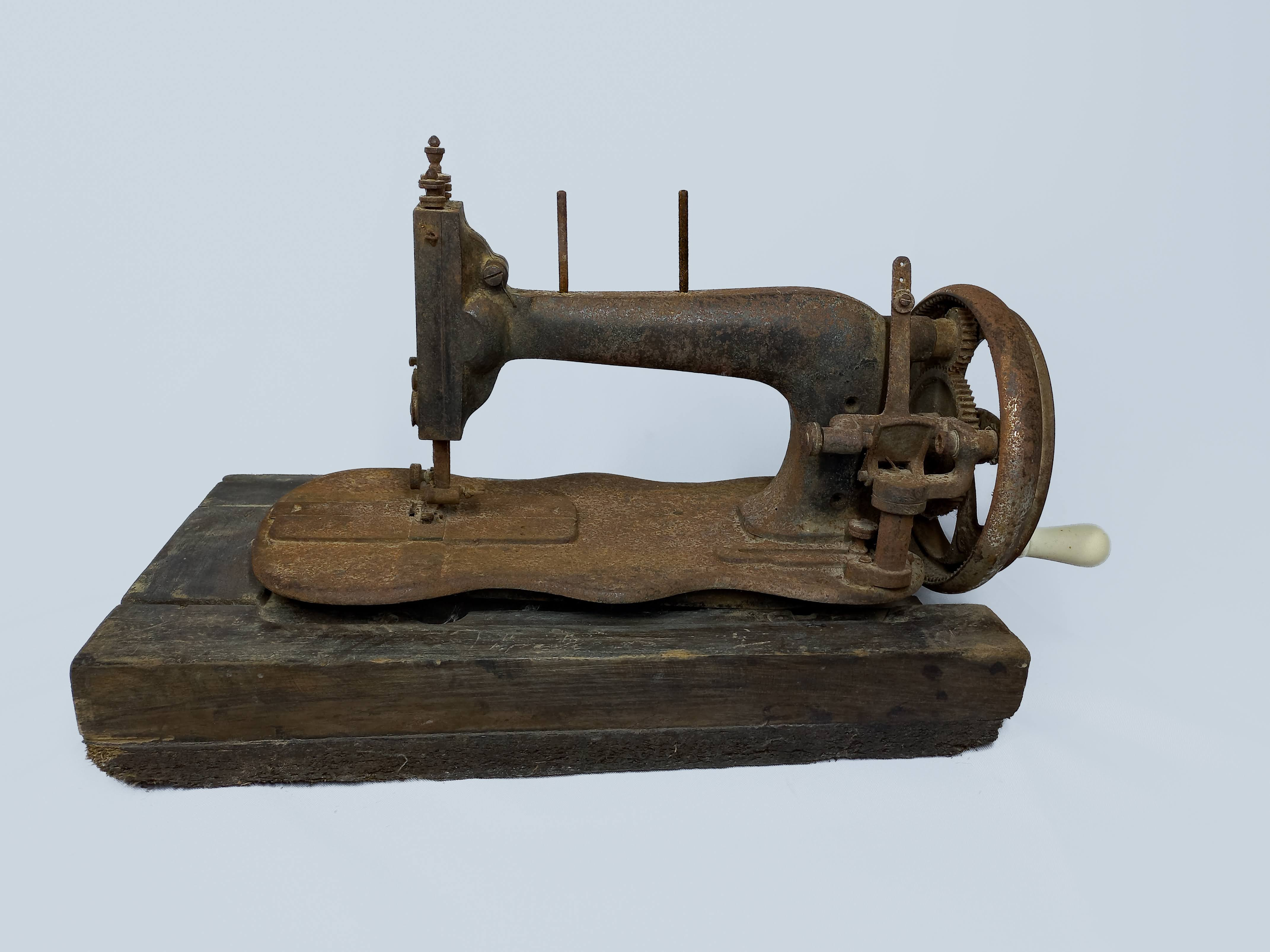